# Пахіцефалозавр
Пахіцефалозавр або пахицефалозавр (з дав.-гр. Pachycephalosaurus — «товстоголовий ящір») — рід птахотазових динозаврів, що населяв територію сучасної Північної Америки в пізній крейдовий період. Викопні рештки пахіцефалозаврів виявлені в США (Монтана, Південна Дакота і Вайомінг) і в Канаді (Альберта). Пахіцефалозавр був одним з останніх непташиних динозаврів і вимер під час крейда-палеогенового вимирання. Пересувався на задніх ногах, примітною ознакою самців був кістяний купол на голові, оточений шипами. Імовірно, був всеїдним. Впродовж життя пахіцефалозаври відрощували купол і втрачали шипи, через що молоді особини раніше вважалися окремими видами — стігімолохом і дракорексом.
Візуально будова його черепа вказує на те, що він виконував функцію «тарана», та еволюціонував як захисний механізм або для внутрішньовидової боротьби, як у сучасних гірських баранів або вівцебиків (самці регулярно нападають і б'ються головами за домінування).

## Будова

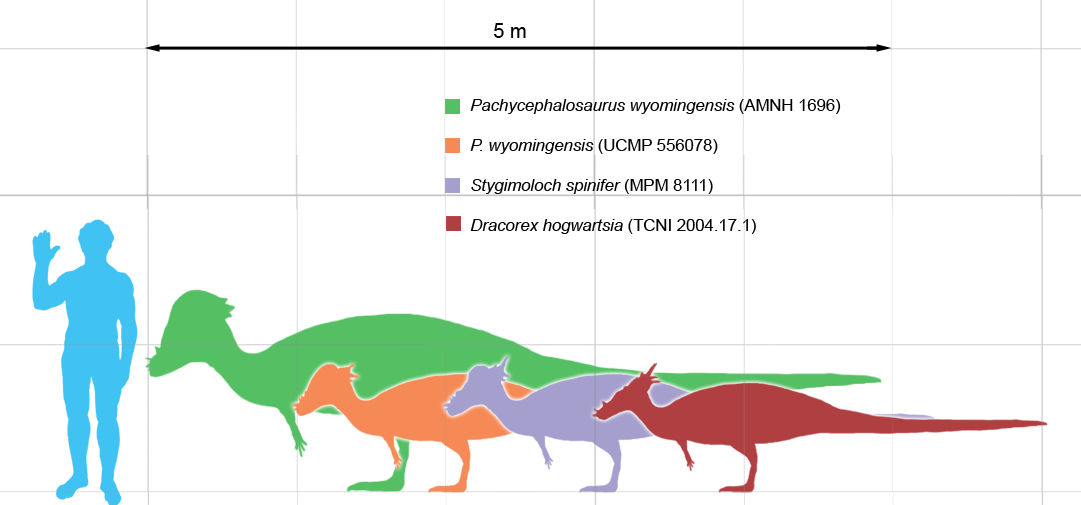
Пахіцефалозаври різного віку порівняно з людиною

Анатомія самого пахіцефалозавра погано відома, оскільки описані лише рештки черепа. За оцінками, пахіцефалозавр досягав завдовжки 4,5 метра і важив близько 370—450 кілограмів, пересувався на двох ногах. Судячи з інших пахіцефалозаврів, він, ймовірно, мав досить коротку товсту шию, масивне тіло, короткі передні лапи, довгі задні, і важкий негнучкий хвіст з окостенілими сухожиллями.
Пахіцефалозавр відомий кістяним куполом на голові завтовшки до 25 сантиметрів. Задня частина купола була облямована конічними кістяними виростами пористої структури; такі ж вирости покривали верх морди, що закінчувалася загостреним дзьобом. Шипи, ймовірно, були затупленими, а не гострими. Пахіцефалозавр мав бінокулярний зір. Зуби були дрібні з ребристою поверхнею.

## Палеобіологія
Упродовж життя пахіцефалозаври помітно змінювали морфологію. В молодих динозаврів шипи на голові були довші та нагадували роги, а купол був плоский. З віком купол зростав, а шипи вкорочувалися. Через це молодих пахіцефалозаврів раніше відносили до окремих видів — стігімолоха та дракорекса. Купол і шипи призначалися для шлюбних боїв між самцями.
Петерсон та ін. (2013) вивчали черепні патології серед пахіцефалозаврових і виявили, що 22 % всіх досліджених куполів мали ураження, які відповідають остеомієліту — інфекції кістки, що виникала внаслідок проникаючої травми або травми тканини, що покриває череп, та призводила до інфікування кісткової тканини. У зразка Pachycephalosaurus wyomingensis BMR P2001.4.5 було виявлено 23 пошкодження лобової кістки, а у зразка P. wyomingensis DMNS 469 — 5 пошкоджень. Ці висновки різко контрастують з результатами аналізу відносно плоскоголових пахіцефалозаврів, де патологія була відсутня. Це підтверджує гіпотезу про те, що ці особини представляють або самок, або молодняк, серед яких не спостерігається внутрішньовидова бойова поведінка.
Гістологічне дослідження демонструє, що куполи пахіцефалозаврів складаються з унікального різновиду фіброламелярної кістки, яка містить фібробласти, що відіграють ключову роль у загоєнні ран і здатні швидко утворювати кісткову тканину під час ремоделювання.

### Дієта
Вчені ще не можуть однозначно стверджувати, чим харчувалися ці динозаври. Маючи дуже маленькі ребристі зуби, припускається що вони не могли ефективно пережовувати жорсткі, волокнисті рослини, такі як квітучі кущі. Припускається, що пахіцефалозаври харчувалися змішаною їжею — листям, насінням і фруктами. Будова їхніх зубів була б дуже ефективною для подрібнення рослин.
Існує припущення, що в його раціон могло входити м'ясо. Найповніша викопна щелепа засвідчує, що в нього були пилкоподібні передні зуби, як у м'ясоїдних тероподів. Ймовірно, пахіцефалозаври їли дрібних ссавців і плазунів. Передбачається, що подібно раціону сучасних ведмедів, їхній раціон змінювався від сезону до сезону[джерело?]. Можливо, деякі окремо знайдені зуби, приписувані тероподам, насправді належали пахіцефалозаврам.

## Історія досліджень

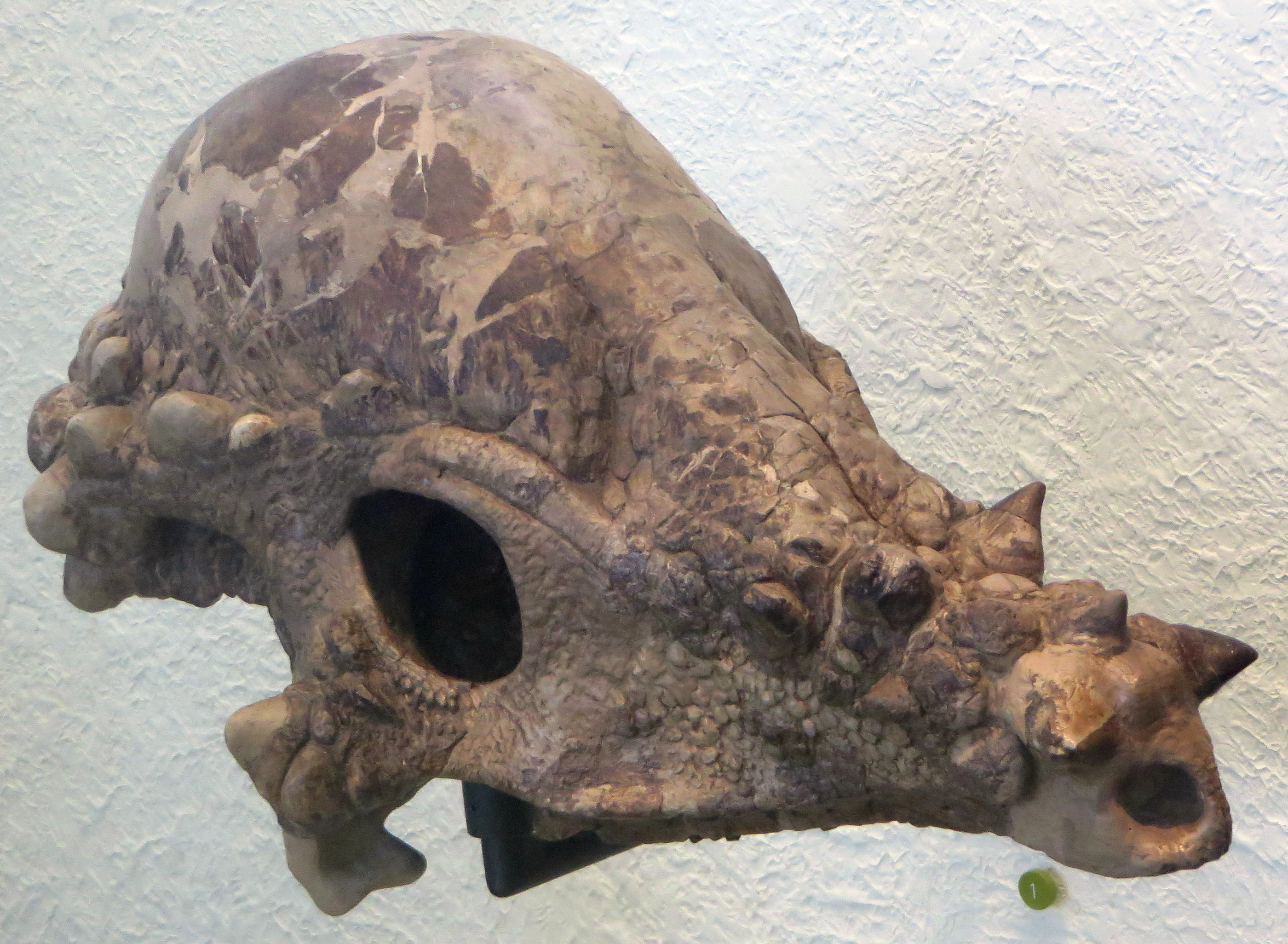
Череп пахіцефалозавра AMNH 1696

Викопні рештки, що належать пахіцефалозавру, можливо, були виявлені ще в 1850-х роках. Як вважав Дональд Бейрд, в 1859 або 1860 році Фердинанд Вандівер Гейден, ранній колекціонер скам'янілостей з північноамериканського заходу, відшукав фрагмент кістки в околицях витоку річки Міссурі, на території, пізніше відомій як формація Ланс в південно-східній Монтані. Цей зразок, що отримав згодом назву ANSP 8568, був описаний Джозефом Лейді в 1872 році як бляшка панцира, що належала плазунові або схожому на броненосця ссавцеві. Зразок був віднесений до нового роду Tylosteus. Через понад століття Бейрд ідентифікував кістку як частину черепа пахіцефалозавра з виростами. Назва буквально означала «товстоголовий ящер». Оскільки назва Tylosteus передувала назвою Pachycephalosaurus, згідно з Міжнародним кодексом зоологічної номенклатури усталилася перша назва. В 1985 році Бейрд домігся, щоб замість Tylosteus використовувалася назва Pachycephalosaurus. Роберт Салліван припустив у 2006 році, що ANSP 8568 більше нагадує відповідну кістку представника роду Dracorex, ніж Pachycephalosaurus. Однак подальші дослідження показали, що викопні рештки, приписані Dracorex, належать юним особинам пахіцефалозаврів.
У 1931 році Чарльз Гілмор виділив вид Pachycephalosaurus wyomingensis, надалі типовий і єдиний визнаний вид пахіцефалозаврів. Він ідентифікував знайдену частину черепа під номером USNM 12031 з формації Ланс в окрузі Найобрера, Вайомінг, з новим видом троодона Troodon wyomingensis. У той час палеонтологи вважали, що троодон, відомий тільки за зубами, нагадував стегоцераса, у якого були схожі зуби. В 1945 році Чарльз Штернберг встановив, що це все ж різні види. В 1943 році Барнум Браун і Еріх Марен Шлайк'ер на основі нових знахідок виділили рід Pachycephalosaurus, що містив два види: Pachycephalosaurus grangeri та Pachycephalosaurus reinheimeri. P. grangeri був заснований на зразку AMNH № 1696, майже повному черепі з формації Гелл-Крік в Екалака, округ Картер, Монтана. P. reinheimeri — на зразку DMNH 469, представленим куполом черепа та декількома асоційованими елементами з формації Ланс в окрузі Корсон, Південна Дакота. Вид Troodon wyomingensis вони віднесли до роду Pachycephalosaurus. Виділені ними два види з 1983 року вважаються молодшими синонімами P. wyomingensis.

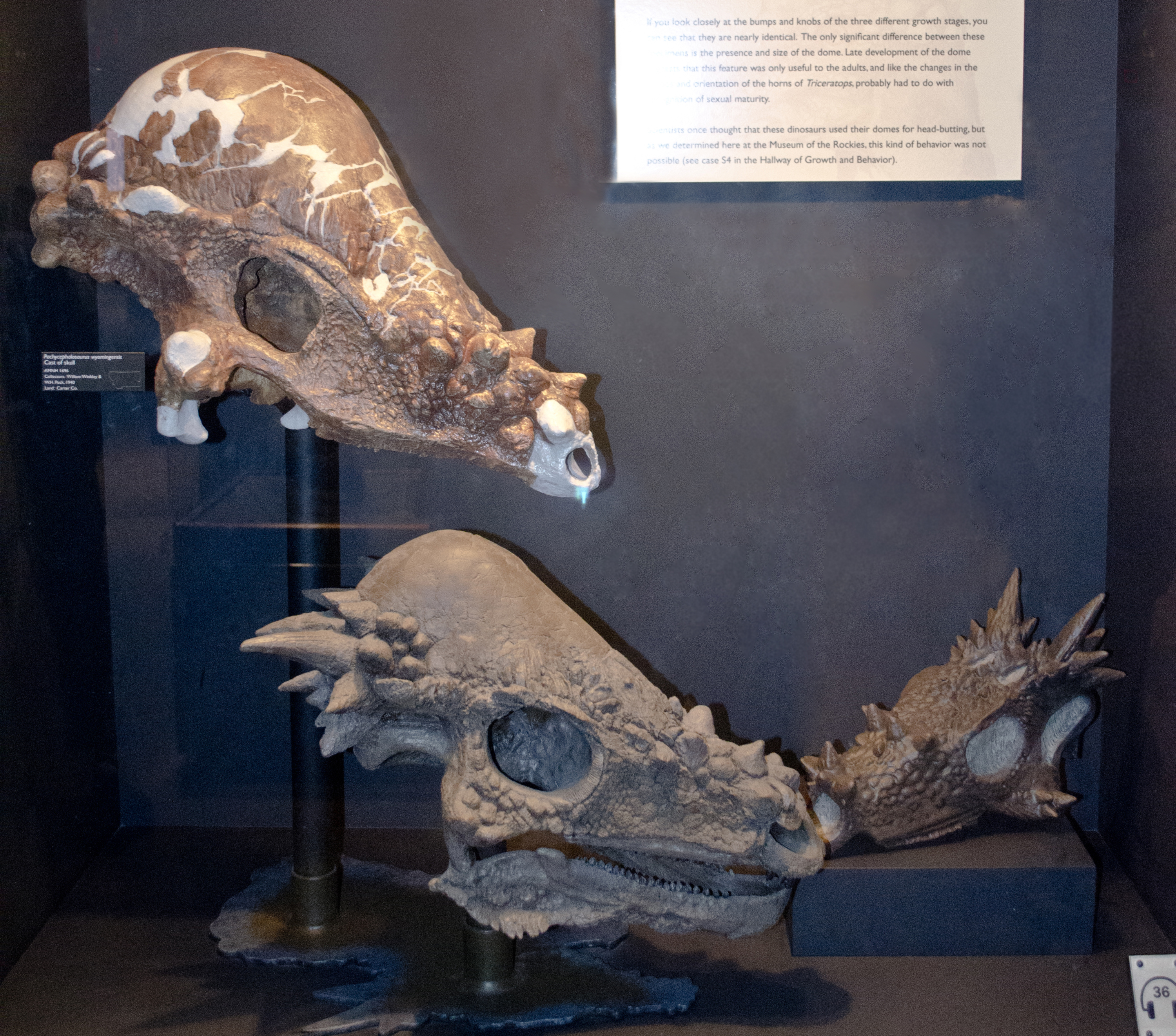
Черепи пахіцефалозаврів різного віку

Британський палеонтолог хребетних Пітер Гелтон і німецький палеонтолог Ганс-Дітер Зюс в 1983 році виділили рід Stygimoloch, названий за міфічною річкою Стікс та іменем страшного бога Молоха. Єдиний вид цього роду називався Stygimoloch spinifer — «стігімолох колючий». Вважалося, що Stygimoloch споріднений з Pachycephalosaurus, але характеризується скупченнями шипів на задній частині черепа, в яких довгий центральний ріг оточений 2–3 меншими рогами з кожного боку, а також високим вузьким куполом.
Про особливості молодняку пахіцефалозаврів стало відомо завдяки фрагментам майже повного черепа з номером TCMI 2004.17.1 і чотирьом шийним хребцям, виявленим на плоскогір'ї Гелл-Крік в Південній Дакоті трьома палеонтологами-аматорами з Су-Сіті, штат Айова. Згодом, у 2004 році, череп був переданий в Дитячий музей Індіанаполіса для дослідження. Спочатку скам'янілості становили собою дрібні розрізнені фрагменти. Коли було завершено реставрацію черепа, 22 травня 2006 року музей офіційно оголосив про надходження його на експозицію. Потім знахідка була формально описана Робертом Бобом Бекером і Робертом Салліваном у 2006 році як новий рід Dracorex із єдиним відомими видом Dracorex hogwartsia (букв. «король драконів Гоґвортсу»), названий на честь вигаданої магічної школи «Гоґвортс» із книг про Гаррі Поттера. Так само як і Stygimoloch, Dracorex у 2009 був визнаний Джоном Горнером і Марком Ґудвіном молодшим синонімом пахіцефалозавра.

## У масовій культурі
Пахіцефлозавр фігурує в фільмах «Парк юрського періоду 2: Загублений світ» і мультфільмах серії «Земля до початку часів». У фільмі «Світ юрського періоду 2» також окремо зображено стігімолоха як окремий вид.
У 7-му епізоді 3-го сезону серіалу «Портал юрського періоду» через часову аномалію з дракорексом стикається середньовічний лицар, після чого потрапляє в сучасність. Лицар сприймає його за дракона, а його розповідь після повернення стає основою для легенди про лицаря, що в погоні за драконом потрапив до пекла. Тут дракорекс має загнуті вгору роги, а на спині розташовані шипи зі шкірястою перетинкою, що нагадують короткі крила.